# Alianza para la Seguridad y la Prosperidad de América del Norte

Países miembros de la ASPAN.

La Alianza para la Seguridad y la Prosperidad de América del Norte (ASPAN) fue creada en Waco, Texas el 23 de marzo de 2005, por acuerdo de los dirigentes de Canadá, Estados Unidos y México. Los contenidos de los temas abordados se mantiene en secreto desde marzo de 2005 y que alcanzará su clímax en la reunión programada para agosto de 2007, con la participación del presidente George W. Bush, el primer ministro Stephen Harper y el presidente Felipe Calderón.
La organización civil Judicial Watch, Inc.,en noviembre de 2006 logró obtener algunos de estos documentos confidenciales de la reunión realizada en la provincia de Alberta, Canadá, del 12 al 14 de septiembre de 2006, bajo el amparo de la Ley de Libertad de Información de Estados Unidos. Estos anuncian que en febrero de 2007 el Consejo de la Competitividad en América del Norte (CCAN), creado en marzo de 2006 por los presidentes de Canadá, Estados Unidos y México e integrado por representantes de alto rango del sector privado de los tres países, formuló un total de 51 recomendaciones dirigidas al apuntalamiento de la competitividad en América del Norte.